# Mewar
Mewar o Mewāḍ (Hindi: मेवाड़) è una regione del Rajasthan centro meridionale nell'occidente dell'India. Include gli odierni distretti di Bhilwara, Chittorgarh, Rajsamand, Udaipur e alcune zone del Gujarat e Madhya Pradesh.
La regione fu governata per secoli dalla dinastia Rajput, come regno Mewar o di Udaipur, che poi divenne stato principesco sotto l'impero anglo-indiano. 
In origine si chiamava Medhpaat e dio Shiva (Ekling Nath) e poi Medhpateshwar (Signore di Medhpaat). Nel tempo, il nome Medhpath divenne Mewar. La regione Mewar si trovava tra i monti Aravalli a nord-ovest, la regione di Ajmer a nord, il Gujarat e la regione di Vagad del Rajasthan a sud, la regione di Malwa del Madhya Pradesh a sud-est e la regione di Hadoti del Rajasthan ad est.

## Geografia
La zona nord del Mewar è una pianura in leggera pendenza, drenata dal Bedach e Banas e dai loro affluenti, che sfociano a nord-ovest nel Chambal, un affluente dello Yamuna. La parte meridionale della regione è collinare, e segna lo spartiacque tra il Banas e i suoi affluenti e le sorgenti del Sabarmati e Mahi e dei loro affluenti, che scaricano a sud verso il golfo di Khambhat nello stato di Gujarat. I monti Aravalli, che costituiscono il confine nord-occidentale della regione, sono costituiti principalmente da rocce sedimentarie, come marmo e kota, che è sempre stato un importante materiale da costruzione.
La regione è parte dell'ecoregione Kathiawar-Gir dry deciduous forests. Tra le aree protette si ricordano il Jaisamand Wildlife Sanctuary, il Kumbhalgarh Wildlife Sanctuary, il Bassi Wildlife Sanctuary e il Sita Mata Wildlife Sanctuary.
La regione di Mewar ha un clima tropicale. Le precipitazioni annue di 660 mm. circa, sono generalmente maggiori nel nord-ovest e minori nel nord-est. Più del 90% delle precipitazioni cadono nel periodo che va da giugno a settembre, durante i monsoni di sudovest.

## Storia
Lo Stato di Udaipur, noto come Regno Mewar, fu uno stato principesco sotto l'impero anglo-indiano.
Lo stato di Mewar venne fondato intorno al 530; poi venne anche, e in ultima analisi prevalentemente, chiamato Udaipur dal nome della sua capitale. Nel 1568, l'imperatore Akbar conquistò Chittorgarh, la capitale del Mewar, che rimase nelle mani dei Moghul per circa 150 anni. Quando lo stato di Udaipur si unì all'Unione indiana nel 1949, era stato governato dai Rajput Chattari delle dinastie Mori, Guhilot e Sisodia per oltre 1400 anni. Chittaurgarh era la capitale dei clan Sisodia di Rajputs di Mewar.

## Titolo di Maharana
I regnanti di Mewar usarono il titolo di "Maharana" (primo ministro o custode) al posto del tipico titolo di "Maharaja" (grande re o imperatore) in quanto ritenevano di essere soltanto custodi della civiltà indù esemplificata nel tempio di Eklingji, una manifestazione di Shiva.